# Walpole (Nou Hampshire)
Walpole és una població dels Estats Units a l'estat de Nou Hampshire. Segons el cens del 2000 tenia 3.594 habitants.

## Demografia
Segons el cens del 2000, Walpole tenia 3.594 habitants, 1.490 habitatges, i 1.016 famílies. La densitat de població era de 39 habitants per km².
Dels 1.490 habitatges en un 30,9% hi vivien nens de menys de 18 anys, en un 54,8% hi vivien parelles casades, en un 9,2% dones solteres, i en un 31,8% no eren unitats familiars. En el 26,7% dels habitatges hi vivien persones soles el 12,3% de les quals corresponia a persones de 65 anys o més que vivien soles. El nombre mitjà de persones vivint en cada habitatge era de 2,41 i el nombre mitjà de persones que vivien en cada família era de 2,9.
Per edats la població es repartia de la següent manera: un 25,1% tenia menys de 18 anys, un 5,8% entre 18 i 24, un 26,4% entre 25 i 44, un 25% de 45 a 60 i un 17,8% 65 anys o més.
L'edat mediana era de 41 anys. Per cada 100 dones de 18 o més anys hi havia 91,5 homes.
La renda mediana per habitatge era de 44.673$ i la renda mediana per família de 53.561$. Els homes tenien una renda mediana de 37.193$ mentre que les dones 24.323$. La renda per capita de la població era de 23.295$. Entorn del 3,9% de les famílies i el 6,1% de la població estaven per davall del llindar de pobresa.